# Blastothrix sericea
Blastothrix sericea är en stekelart som först beskrevs av Johan Wilhelm Dalman 1820.  Blastothrix sericea ingår i släktet Blastothrix och familjen sköldlussteklar. Arten har varit reproducerande i Sverige, men är det inte längre. Inga underarter finns listade.